# Nikołaj Milutin (rosyjski polityk)
Nikołaj Aleksiejewicz Milutin (ros. Николай Алексеевич Милютин; ur. 6 czerwca 1818 w Moskwie, zm. tamże 26 stycznia 1872 roku) – rosyjski polityk, sekretarz stanu do spraw Królestwa Polskiego w latach 1864–1866, członek Komitetu Urządzającego w Królestwie Polskim od 1864 roku, brat Dmitrija (1816-1912), ministra wojny, oraz Władimira Aleksiejewicza Milutina (1826-1855), ekonomisty, dziennikarza i działacza socjalnego.
Autor reformy uwłaszczeniowej w Imperium Rosyjskim w 1861 roku, był współautorem reformy uwłaszczeniowej w Królestwie Polskim z 1864 roku.